# Valdenzi

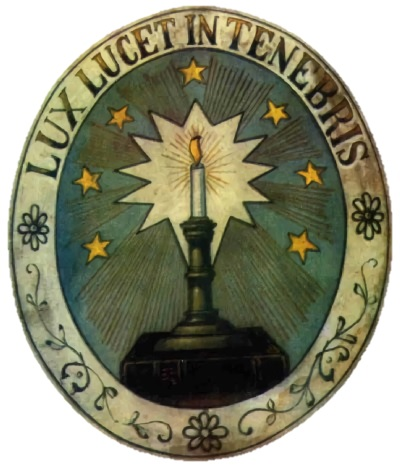
Emblema mișcării valdenze, cu inscripția Lux lucet in tenebris, „Lumina luminează în întuneric”.

Valdenzii sau Săracii din Lyon sunt adepții mișcării de protest religios și social inițiate de negustorul Pierre Valdes la sfârșitul secolului al XII-lea în sudul Franței. Mișcarea a cuprins ulterior și nordul Italiei, de acolo răspândindu-se mai departe. Aceștia au fost adepți ai unei tradiții bisericești proto-protestante care a început ca o mișcare ascetică în creștinismul occidental înainte de Reformă.
În centrul Italiei a apărut concomitent o mișcare asemănătoare inițiată tot de fiul unui negustor bogat, Francisc de Assisi. Acesta nu a ales confruntarea directă cu ierarhia bisericească, ci a inițiat înnoirea spirituală din interior, prin întemeierea ordinelor franciscane.
După excomunicarea lui Pierre Valdes de către arhiepiscopul de Lyon, valdenzii au fost urmăriți și persecutați ca eretici de Inchiziție.
În data de 22 iunie 2015 papa Francisc le-a cerut valdenzilor iertare pentru persecuțiile suferite.

## Istorie
Pierre Valdes a predicat sărăcia apostolică ca fiind calea spre perfecțiune. Învățăturile au intrat în conflict cu Biserica Catolică și până în 1215 valdenzii au fost declarați eretici. Supuși unei persecuții intense, au fost aproape anihilați în secolul al XVII-lea și au fost confruntați cu discriminări organizate și generale în secolele care au urmat. În secolul al XVI-lea, valdenzii l-au influențat reformatorul elvețian timpuriu Heinrich Bullinger. După ce au găsit ideile altor reformatori asemănătoare cu ale lor, aceștia au fuzionat în reforma protestantă mai mare și, odată cu rezoluțiile de la Chanforan din 12 septembrie 1532, au devenit în mod formal o parte a tradiției calviniste.
Încă din 1631 cărturarii protestanți și teologii valdenzi au început să-i considere pe valdenzi ca fiind înaintașii timpurii ai Reformei, care, credeau ei, au menținut credința apostolică în fața opresiunii catolice. Valdenzii moderni împărtășesc principiile esențiale cu calviniștii, inclusiv preoția tuturor credincioșilor, politica congregațională și o viziune „scăzută” a anumitor sacramente precum Împărtășania și Botezul. Valdenzii sunt membri ai Comunității Bisericilor Protestante din Europa și ai afiliaților săi din întreaga lume.